# English Masters 1987
Das English Masters 1987 im Badminton fand vom 15. bis 18. Oktober 1987 in der Royal Albert Hall in London, England, statt. Das Turnier wurde nach dem Sponsor British Airways Masters genannt.

## Finalresultate
| Disziplin    | Sieger                        | Finalist                         | Ergebnis            |
| ------------ | ----------------------------- | -------------------------------- | ------------------- |
| Herreneinzel | Morten Frost                  | Steve Baddeley                   | 18:13, 15:18, 15:12 |
| Dameneinzel  | Kirsten Larsen                | Christina Bostofte               | 11:4, 11:8          |
| Herrendoppel | Jalani Sidek Razif Sidek      | Shinji Matsuura Shuji Matsuno    | 15:11, 15:9         |
| Damendoppel  | Dorte Kjær Nettie Nielsen     | Gillian Clark Gillian Gowers     | 15:8, 15:12         |
| Mixed        | Jesper Knudsen Nettie Nielsen | Richard Outterside Karen Chapman | 14:18, 15:9, 15:9   |